# Bauhaus (Gebäude)
Das Bauhaus ist ein im Zusammenhang der historischen Gutswirtschaft vorkommender landwirtschaftlicher Gebäudetypus.

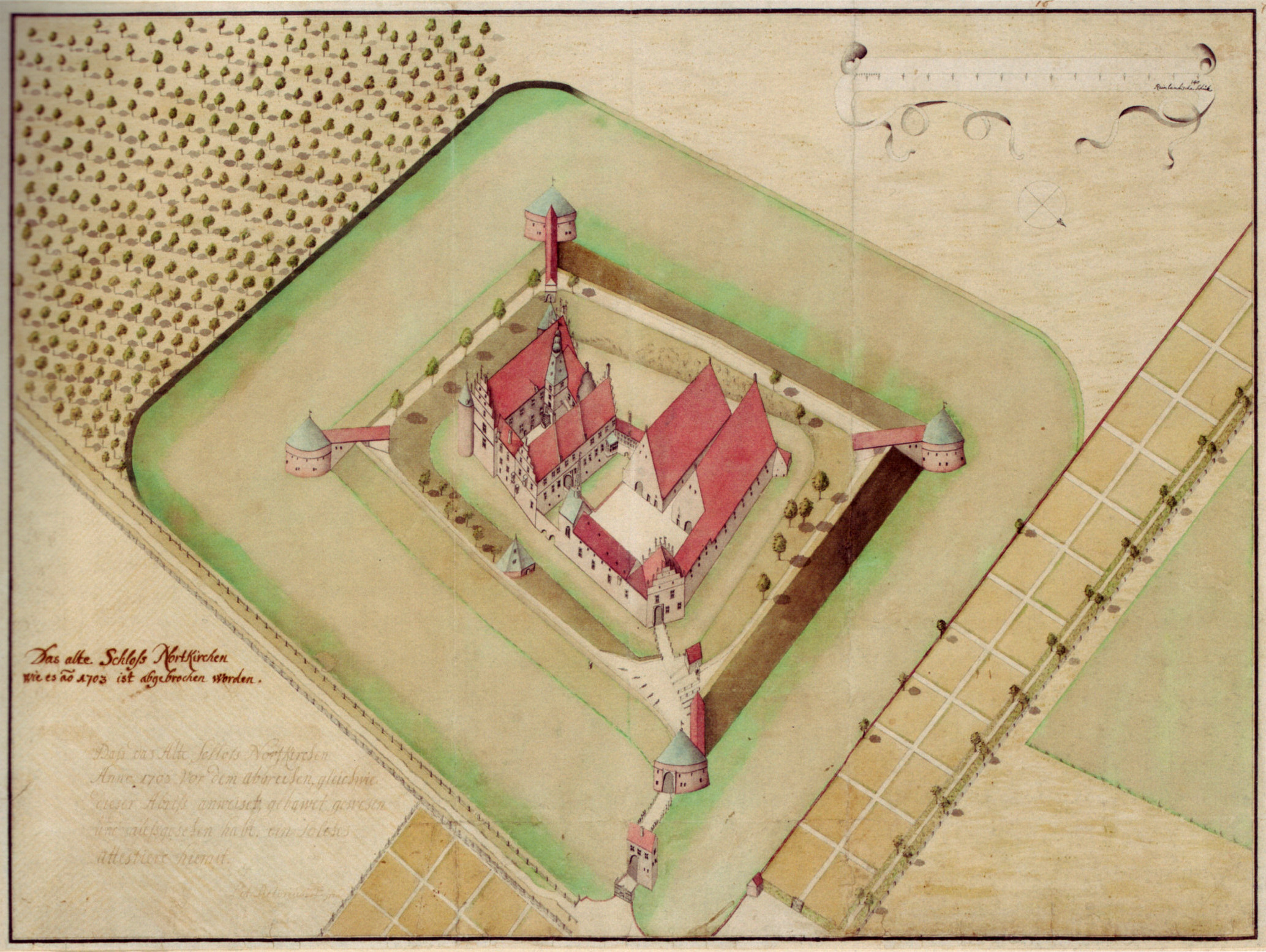
Schloss Nordkirchen um 1700
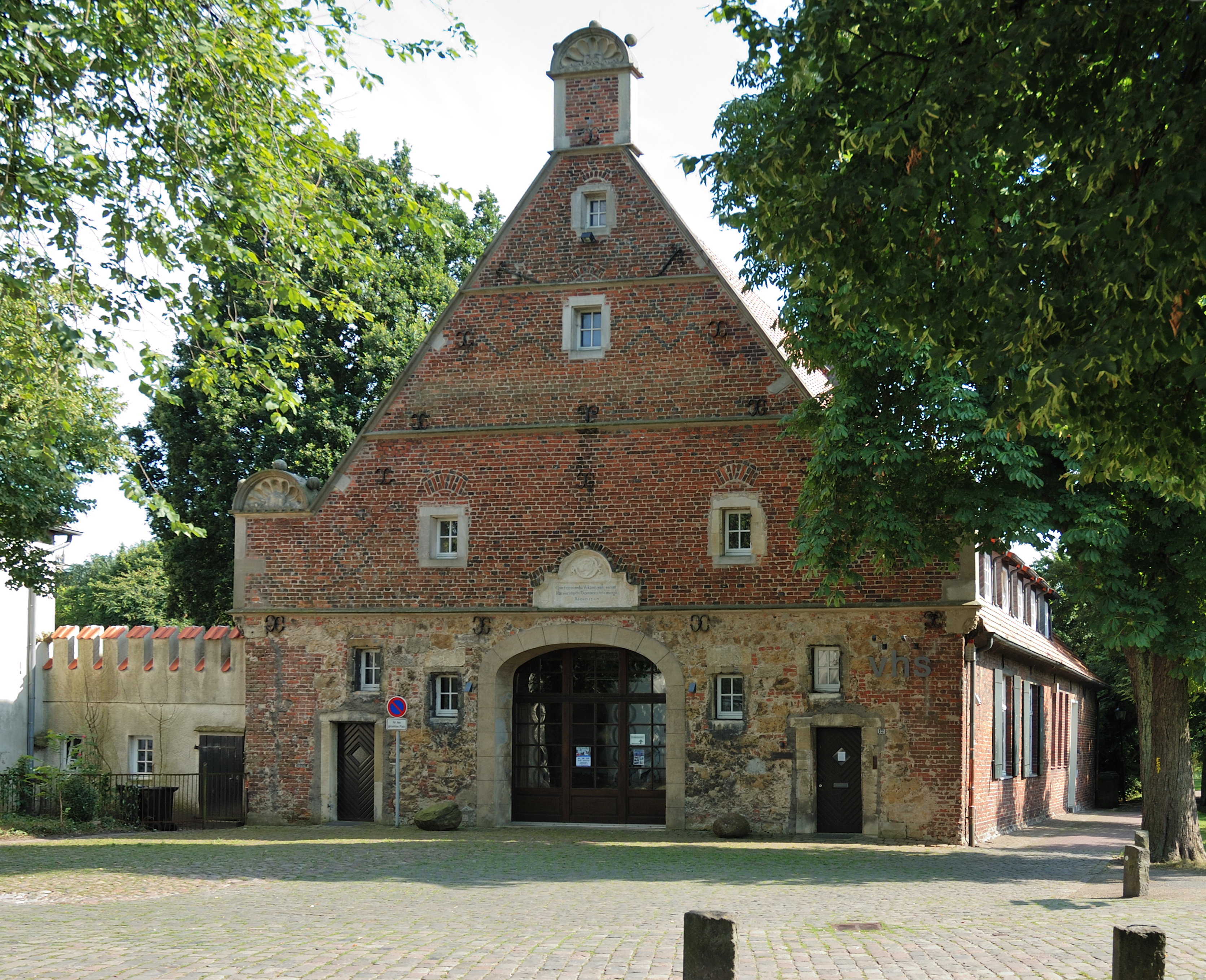
Burg Lüdinghausen, Bauhaus
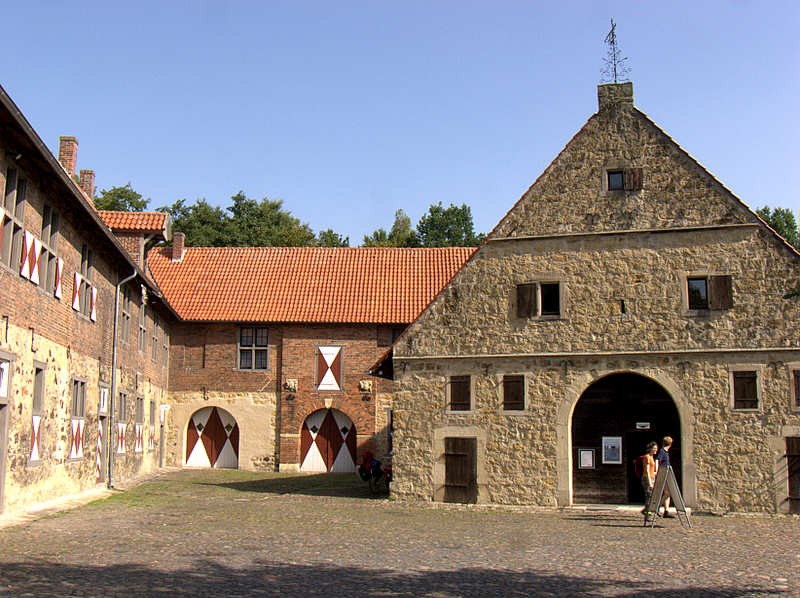
Burg Vischering, Bauhaus
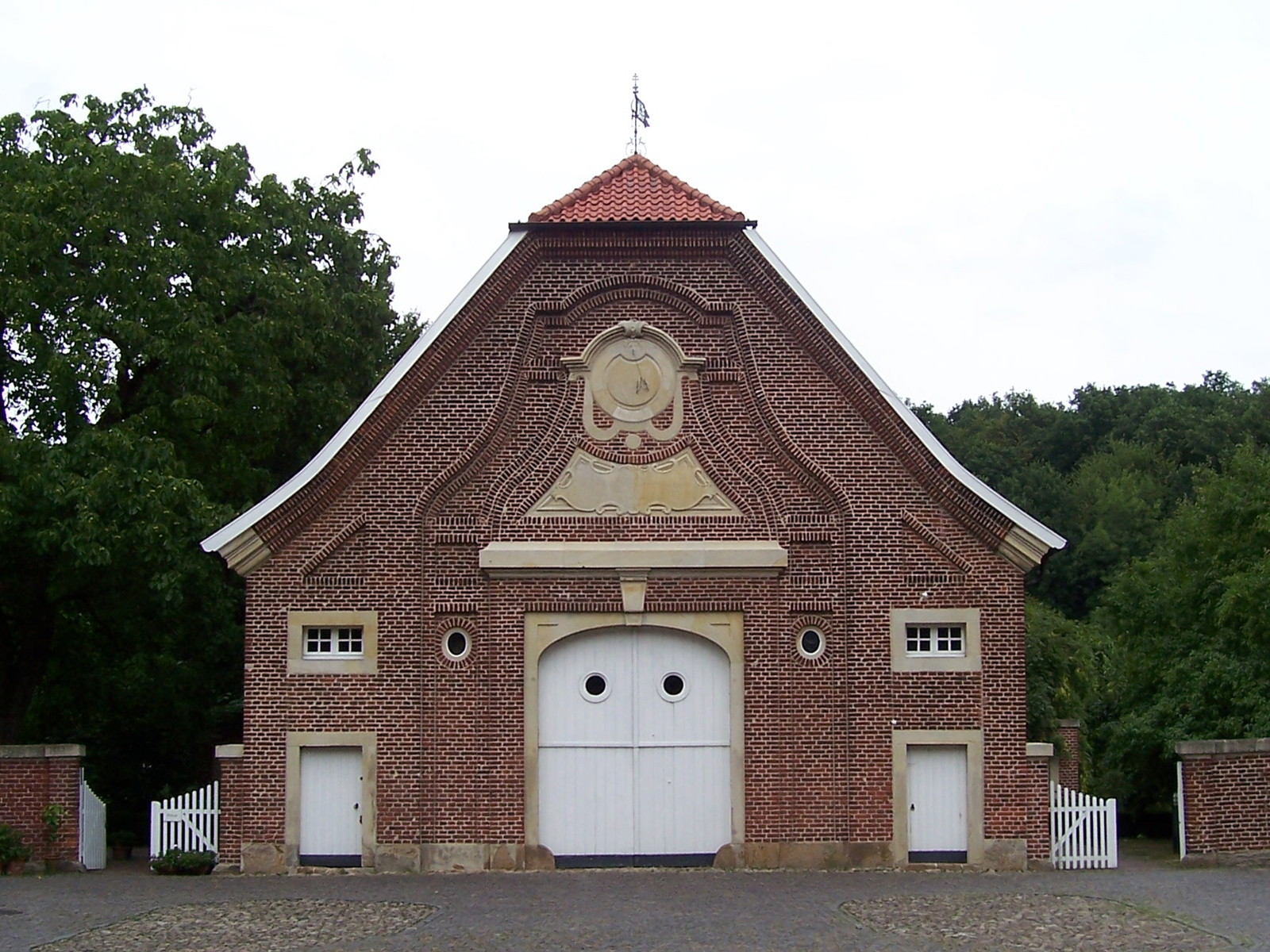
Haus Rüschhaus

Das Bauhaus ist ein auf den Wirtschaftshöfen von Burganlagen in Form eines Hallenhauses errichteter eingeschossiger Wirtschaftsbau, der in seinem vorderen Teil die Stallungen und im rückwärtigen Teil die Wohnung des Verwalters oder Pächters enthält und dessen Dachbereich als Bergeraum für die Ernte genutzt wurde. Bei dem Bauhaus, das sich seit dem ausgehenden Mittelalter vorwiegend auf den Vorburgen westfälischer Wasserschlösser findet, handelt es sich um „eine direkte Übernahme der Grundrissdisposition des Bauernhauses“, aber ausgeführt in einer repräsentativeren Gestalt als Massivbau in Werk- oder Backstein. Bauhäuser haben sich erhalten auf Haus Geist, errichtet zwischen 1560 und 1568 durch den Baumeister Laurenz von Brachum, Burg Lüdinghausen, von dem im Wesentlichen der 1569 datierte Dreistaffelgiebel erhalten ist, Burg Vischering (1584), Haus Byink (1588), Schloss Raesfeld (vor 1600), Haus Brabeck (1617) und Haus Giesking in Appelhülsen (1632). Nur bildlich überliefert ist das doppelte Bauhaus auf der ehem. Vorburg von Schloss Nordkirchen. Das prominenteste Beispiel des Typus Bauhaus ist Haus Rüschhaus, ab 1745 errichtet von Johann Conrad Schlaun.